# Hoboken (Antwerpen)
 For alternative betydninger, se Hoboken (flertydig). (Se også artikler, som begynder med Hoboken)
Hoboken er et distrikt i Antwerpen, i den flamske del af Belgien.
51°10′26″N 4°20′53″Ø / 51.174°N 4.348°Ø